# Tanguy Nianzou
Nianzou Tanguy-Austin Kouassi (* 7. června 2002 Paříž), známý jako Tanguy Nianzou, je francouzský profesionální fotbalista, který hraje na pozici středního obránce za španělský klub Sevilla FC a za francouzský národní tým do 20 let.

## Klubová kariéra

### Paris Saint-Germain
Nianzou je odchovancem akademie Paris Saint-Germain a svůj profesionální debut si odbyl 7. prosince 2019 při ligové výhře 3:1 nad Montpellier. O několik dní později odehrál svůj první zápas v Lize mistrů UEFA, když PSG zvítězilo 5:0 nad Galatasarayem.
Svůj první gól vstřelil 22. ledna 2020 v zápase Coupe de France při výhře 3:0 nad Stade Reims. Tento gól byl 4000. gólem v historii PSG. Své první dva góly v Ligue 1 vstřelil 15. února 2020 ve venkovním utkání proti Amiens, které skončilo remízou 4:4. Dne 11. března odehrál svůj poslední zápas za PSG, vítězství 2:0 v Lize mistrů UEFA nad Borussií Dortmund. Po vypršení smlouvy pařížský klub opustil a na základě volného přestupu se upsal Bayernu Mnichov.

### Bayern Mnichov
Dne 1. července 2020 německý klub Bayern Mnichov oznámil, že s Nianzouem podepsal čtyřletou smlouvu. Dne 28. listopadu debutoval při ligové výhře 3:1 proti VfB Stuttgart. Dne 12. prosince utrpěl svalové zranění a byl vyřazen na jeden až dva měsíce. Šlo o přetrvávající zranění z počátku sezóny 2020/21. Do zápasů nastoupil později, než se očekávalo, a to až 10. dubna 2021 jako náhradník při remíze 1:1 s Unionem Berlin.

## Reprezentační kariéra
Narodil se ve Francii a je původem z Pobřeží slonoviny. Byl členem francouzského týmu, který na Mistrovství Evropy hráčů do 17 let v roce 2019 došel do semifinále.
Byl součástí francouzského týmu, který skončil třetí na Mistrovství světa hráčů do 17 let 2019. Nastoupil ke všem sedmi zápasům Francie na turnaji a vstřelil vyrovnávací gól při výhře svého týmu 6:1 v předkole proti Španělsku.

## Kariérní statistiky
Aktualizováno 30. dubna 2022
| Klub                | Sezóna         | Liga           | Liga   | Liga | Pohár  | Pohár | Kontinentální | Kontinentální | Ostatní | Ostatní | Celkem | Celkem |
| Klub                | Sezóna         | Soutěž         | Zápasy | Góly | Zápasy | Góly  | Zápasy        | Góly          | Zápasy  | Góly    | Zápasy | Góly   |
| ------------------- | -------------- | -------------- | ------ | ---- | ------ | ----- | ------------- | ------------- | ------- | ------- | ------ | ------ |
| Paris Saint-Germain | 2019/20        | Ligue 1        | 6      | 2    | 3      | 0     | 2             | 0             | 2       | 1       | 13     | 3      |
| Bayern Munich       | 2020/21        | Bundesliga     | 6      | 0    | 0      | 0     | 0             | 0             | 0       | 0       | 6      | 0      |
| Bayern Munich       | 2021/22        | Bundesliga     | 16     | 1    | 1      | 0     | 4             | 0             | 0       | 0       | 21     | 1      |
| Bayern Munich       | Celkem         | Celkem         | 22     | 1    | 1      | 0     | 4             | 0             | 0       | 0       | 27     | 1      |
| Kariéra celkem      | Kariéra celkem | Kariéra celkem | 28     | 3    | 4      | 0     | 6             | 0             | 2       | 1       | 40     | 4      |

## Úspěchy

### Paris Saint-Germain
- Ligue 1: 2019/20[15]
- Coupe de France: 2019/20[16]
- Coupe de la Ligue: 2019/20[17]
- Finalista Ligy mistrů UEFA: 2019/20

### Bayern Mnichov
- Bundesliga: 2020/21[18]
- DFL-Supercup: 2021[19]

### Francie U17
- Třetí místo na Mistrovství světa hráčů do 17 let: 2019[20]

### Individuální
- Titi d'Or: 2019[21]